# René Llense

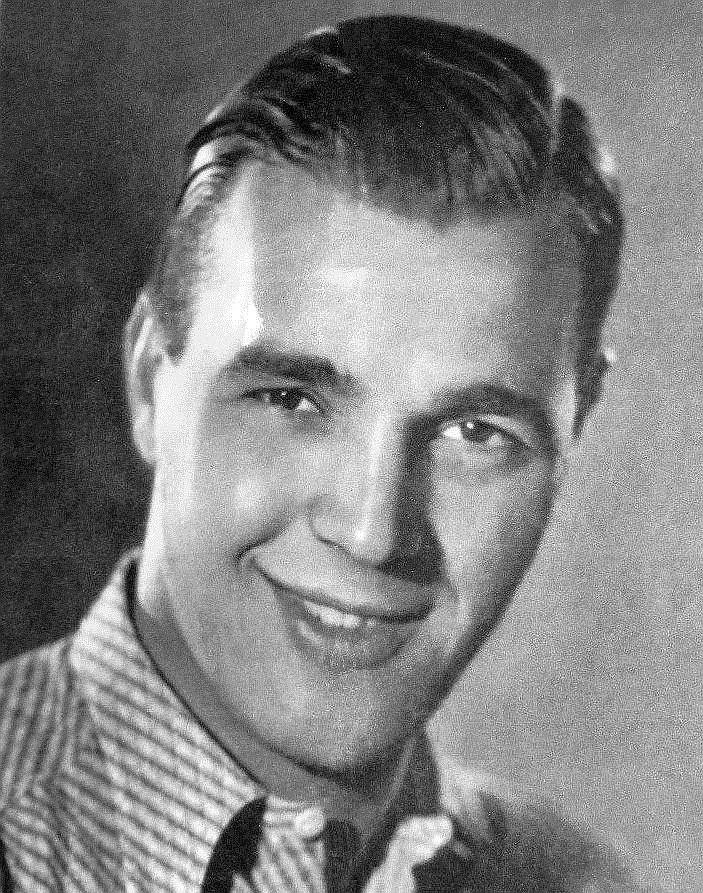
René Llense (1935)

René Llense (* 14. Juli 1913 in Collioure; † 12. März 2014 in Sète) war ein französischer Fußballspieler. Er spielte auf der Position des Torhüters.

## Vereinskarriere
Als Siebenjähriger zog René Llense mit seiner Mutter aus dem Département Pyrénées-Orientales nach Cette, wo er sich dem örtlichen Fußballverein anschloss, der in den 1920er Jahren zu den spielstärksten des Landes zählte. Als 1932 in Frankreich der professionelle Fußball eingeführt wurde, erhielt auch der FC Sète und mit ihm Llense die Zulassung zur Division 1. Bereits in der folgenden Spielzeit gelang den „Dauphins“ – der bis heute verbreitete Spitzname des Klubs – als erstem Verein in der Geschichte des französischen Fußballs der Doublé: Die mit zahlreichen Südosteuropäern wie Yvan Beck, István Lukács und Márton Bukovi vor allem offensiv gut besetzte Mannschaft beendete die Punktspiele als Meister vor dem SC Fives und gewann auch den Landespokalwettbewerb durch einen 2:1-Endspielsieg über Olympique Marseille. Im Sommer 1934 wurde René Llense auch erstmals in den Kader der französischen Nationalelf berufen (siehe unten), denn der FC Sète hatte die Abwehr mit den wenigsten Gegentreffern in dieser Saison. Zu den typischen Kennzeichen des Torwarts gehörten seine Körperhaltung, wenn er in Erwartung einer Flanke oder eines Eckballs wie eine Katze auf dem Absprung wirkte, und seine häufige, weite Faustabwehr. In den folgenden Spielzeiten konnte Sète trotz etlicher namhafter Verstärkungen (Vollweiler, Weiskopf, Ben Bouali, Koranyi) an diesen doppelten Triumph nicht wieder anknüpfen; ein dritter Rang 1938 in der höchsten Spielklasse war die beste Platzierung. In dieser letzten Saison musste Llense sogar einen Treffer eines Torwartkollegen hinnehmen: mit einem Strafstoß verlud ihn sein Gegenüber, Marseilles Jaguaré Vasconcelos.
Wie viele – vor allem die französischen – Profispieler konnte auch Llense von den Zahlungen seines Klubs keinen sonderlich üppigen Lebenswandel bestreiten; sein Einkommen war immerhin etwa doppelt so hoch wie das eines Facharbeiters. So verdiente er sich durch Produktwerbung etwas dazu und warb beispielsweise gemeinsam mit Yvan Beck für den Apéritif Suze, den er auf Plakaten mit den Worten „Wegen seines blumigen Aromas meiner Pyrenäen ist Suze mein Favorit“ anpries. Darüber hinaus gehörte er neben Edmond Delfour, Raoul Diagne, Alfred Aston, Étienne Mattler und dem Spiritus rector Jacques Mairesse zu den Profis, die 1936 eine Spielergewerkschaft, die Amicale des joueurs professionnels, ins Leben riefen, um mehr Einfluss auf ihre Vertrags- und Arbeitsbedingungen zu bekommen. Um den Jahreswechsel 1937/38 drohten sie dem Fußballverband sogar mit einem Boykott des Länderspiels gegen Belgien; dies blieb im Wesentlichen erfolglos, und eine starke Interessenvertretung der Berufsfußballer entstand in Frankreich erst 25 Jahre später.
1938 verkaufte der FC Sète seinen Torhüter an die gerade aus der zweiten Division aufgestiegene AS Saint-Étienne, wo er erneut auf seinen Kumpel Beck traf. Die Mannschaft galt als „Millionärself“, weil sie zu Auswärtsspielen in der zweiten statt der üblichen dritten Wagenklasse anreiste. In Llenses erster Saison schloss sie auf einem sehr respektablen vierten Rang hinter Sète, Marseille und Racing Paris ab. Dann unterbrachen Kriegsausbruch und deutsche Besetzung nicht nur die Karriere des Torwarts, der zu den Waffen gerufen wurde. Erst ab 1942 bestritt er wieder Spiele für die ASSE. Sportlich war diese Zeit trotz einer erneut starken Mannschaft – wofür Namen wie Tax, Snella, Rodriguez und gegen Kriegsende Cuissard oder Alpsteg stehen – alleine deshalb von minderem Wert, weil die Meisterschaften in dem geteilten Land keine einheitliche Liga und keine heute noch als offiziell geltenden Titel ermöglichten. Ein fünfter Platz 1943 in der Südstaffel der Division 1 war Saint-Étiennes bestes Resultat. Auch im Pokalwettbewerb kam René Llense mit dem Team nicht über das Viertelfinale der unbesetzten Zone hinaus. 1945 beendete er daraufhin seine Laufbahn.

### Stationen
- FC Sète (1932–1938)
- AS Saint-Étienne (1938/39 und 1942–1945)

## In der Nationalmannschaft
Zwischen Februar 1935 und Januar 1939 bestritt René Llense als Torwart elf A-Länderspiele für Frankreich, darunter je einmal gegen die Schweiz (1:2 im Oktober 1935), gegen Österreich (1:2 im Januar 1937) sowie drei Partien gegen Belgien (1:1 im April 1935, 1:3 im Februar 1937 und 5:3 im Januar 1938).
Bereits im Sommer 1934 war er in das Aufgebot der Bleus für die Weltmeisterschafts-Endrunde berufen worden. Er kam in Italien aber ebenso wenig zum Einsatz wie vier Jahre später bei der WM im eigenen Land, wo er erneut im französischen Kader stand: 1934 erhielt Alex Thépot, 1938 Laurent Di Lorto den Vorzug vor Llense.

## Palmarès
- Französischer Meister: 1934
- Französischer Pokalsieger: 1934
- 11 A-Länderspiele (kein Treffer) für Frankreich; WM-Teilnehmer 1934, 1938

## Leben nach der aktiven Zeit
Llenses Karriere endete, wie so viele andere in der Zeit des Zweiten Weltkriegs, vorzeitig. Später hat er lange als Sportlehrer für die Beschäftigten des Aluminiumherstellers Pechiney in Saint-Jean-de-Maurienne gearbeitet, ehe er sich in Sète niederließ. Als sein Vorbild bezeichnete er im Rückblick den Tschechoslowaken František Plánička, dem er bei einem Freundschaftsspiel 1932 auch persönlich begegnet war. 2013 feierte Llense, ältester noch lebender französischer Nationalspieler, in seinem Haus in Sètes Stadtteil La Corniche seinen hundertsten Geburtstag; das Angebot des Präsidenten seines Ex-Klubs aus Saint-Étienne, ihn zu einem Spiel der ASSE abzuholen, musste er aus Gründen seiner eingeschränkten Beweglichkeit aber ablehnen.